# 紅髮

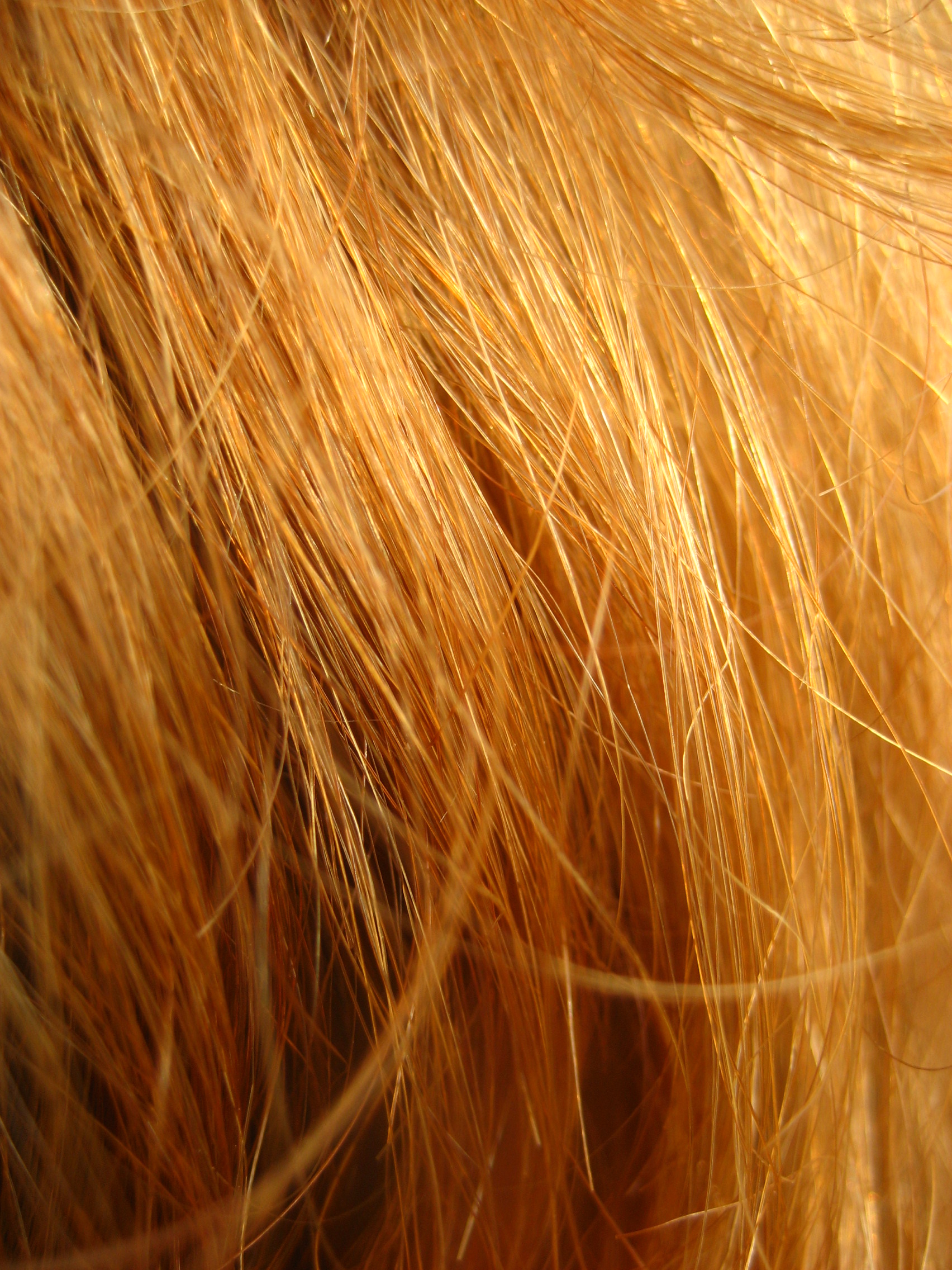
紅髮

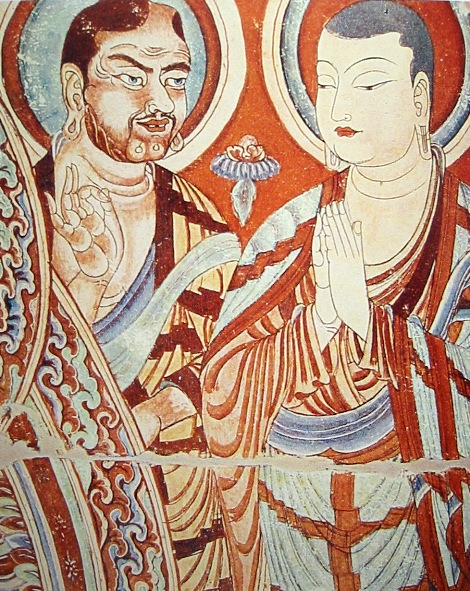
9世紀中亞僧侶

紅髮是一種1%至2%的人口擁有的髮色，顏色屬於紅色系或橙色系，包括酒紅色、棕紅色、亮銅色和紅橙色。 

## 人口分佈
據統計，目前大約有1%至2%的人口擁有紅髮。紅髮最常出現於歐洲北部和西部。 

### 歐洲
爱尔兰平均每人的紅髮人數量是世界上最高的，紅髮人約佔全國人口的10%。
大不列颠岛的紅髮人比例也相當高。苏格兰的紅髮人佔全國人口的6%，其中全世界最密集的紅髮人地區為爱丁堡，是世界的紅髮首都。
紅髮也出現在阿什肯纳兹犹太人群中。1903年，5.6%的波蘭猶太人有紅髮。其他研究發現全體猶太女人中有3.69%擁有紅髮，但大約10.9%的猶太男人有紅胡须。20世紀前的歐洲文化中，紅髮被視為一個猶太人的刻板特徵：西班牙宗教裁判所活動期間，所有紅髮人都被認為是猶太人。

### 亞洲
在亞洲中，紅髮出現於部分阿富汗人、阿拉伯人、伊朗人、蒙古族人、突厥人、苗族人和苗族蒙人。 

## 生物化學和基因學
紅髮的顏色源自毛髮中的假黑色素。紅髮的假黑色素遠高於它的真黑色素。紅髮人的16号染色体有兩個隱性基因，這會使黑素皮質素受體1蛋白發生轉變。由於皮膚和眼睛也有相同的基因，紅髮人常有白皙的皮膚和雀斑，也對紫外線較為敏感。 

## 动物
除了人類外，紅色毛髮也可見於其他哺乳動物，比如紅毛猩猩、松鼠、山羊，或是出產於蘇格蘭的高地牛。某些狗或貓的品種，以及部分狐狸和鹿，也擁有紅毛。 

## 延伸閱讀
- Allen Sacharov. The Red Head Book (1985).
- Stephen Douglas. The Redhead Encyclopedia (1996).
- Tim Collins. The Ginger Survival Guide (2006).
- Uwe Ditz. Redheads (2000).
- Marion Roach. Roots of Desire: The Myth, Meaning and Sexual Power of Red Hair (2005).
- Cort Cass. The Redhead Handbook (2003).

## 外部連結
- RUIVOSMANIA - The land of the reds （页面存档备份，存于）
- OMIM entry on red hair
- The roots of red hair
- Red Hair genetics for non-specialists